# Police en Géorgie

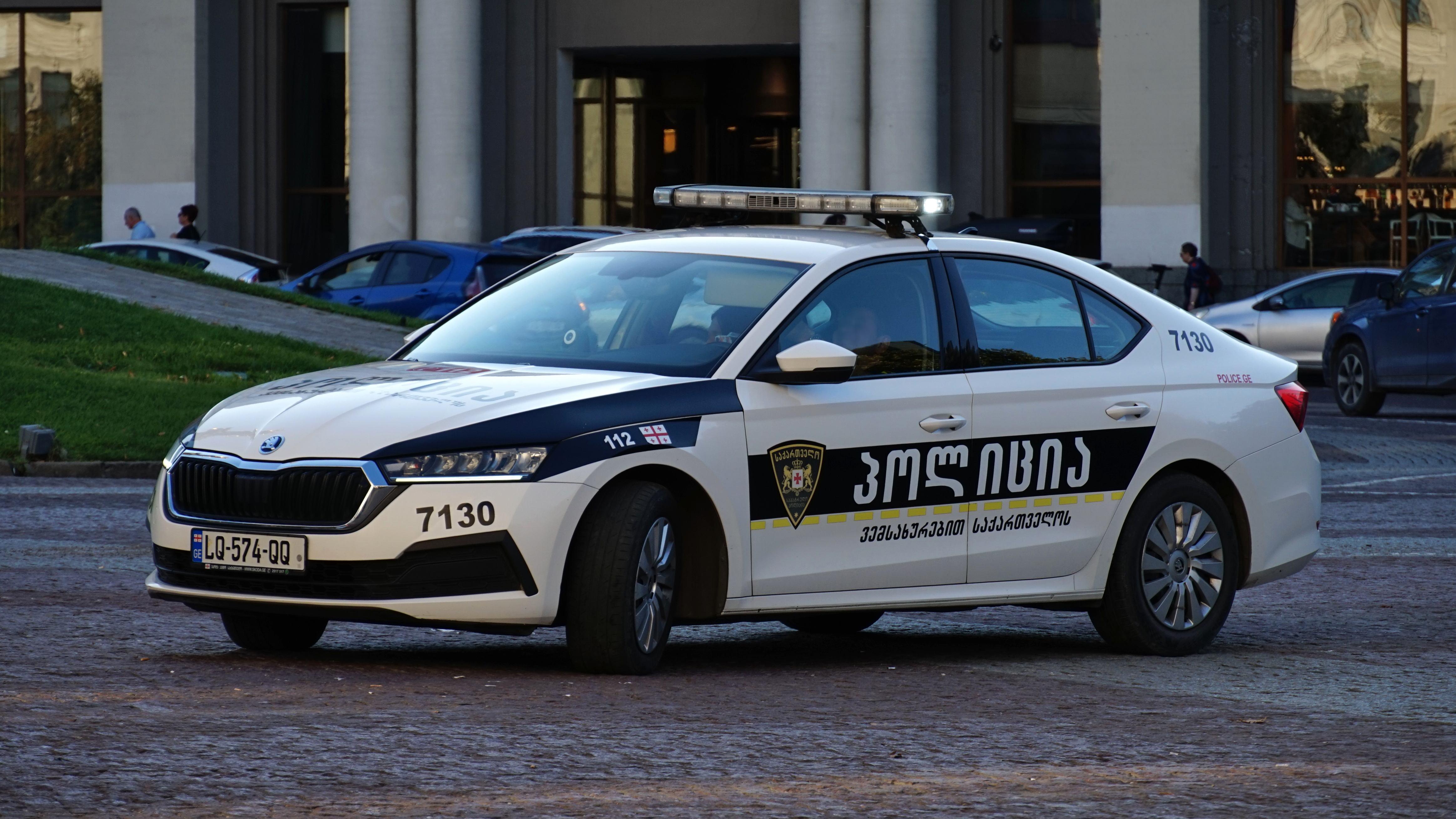
Voiture de police à Tbilissi.

La police en Géorgie est supervisée par le Ministère des Affaires intérieures de Géorgie.

## Histoire
La police géorgienne introduit le numéro d'appel d'urgence 022 en 2004. Depuis 2017, les résidents de Géorgie peuvent contacter les services d'urgence de la police au 112.

### Restructuration

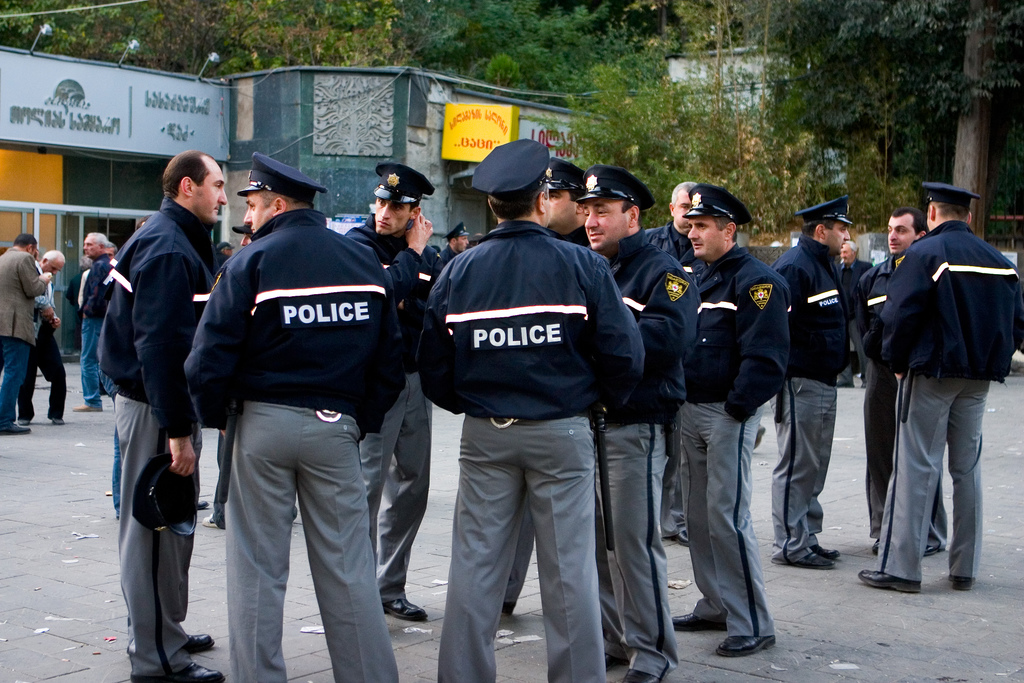
Officers de police à Tbilissi en novembre 2007.

Vers 2005, le Service de police de patrouille du Ministère des Affaires intérieures subit une transformation radicale. En 2005, le président géorgien Mikheil Saakachvili limoge toute la police de circulation de la Police nationale de Géorgie pour corruption, soit près de 30 000 officiers.
Une nouvelle force est alors constituée autour de nouvelles recrutes. Le Bureau of International Narcotics and Law Enforcement Affairs du département d'État des États-Unis assiste les efforts d'entraînement de la nouvelle force. La Patrouille est introduite en été 2005 pour remplacer la police de circulation.
Durant la réforme, la police est offerte de nouvelles voitures modèle Volkswagen et des uniformes bleu marines, avec l'inscription « Police » sur le dos. Les officiers sont alors armés de Jericho-941SFL pour remplacer les Makarov PM russes.
L'Unité vidéo de formation sur l'application des lois en matière d'immigration (Georgian Immigration Enforcement Training Video Unit, ou GIETVU) travaille à améliorer les méthodes de formation des agents chargés de l'application des lois sur l'immigration.
En 2009, le département d'État des États-Unis lance son Programme international sur les stupéfiants et l'application des lois avec sa filiale géorgienne, « The Georgia-to-Georgia Exchange Program », offrant aux policiers géorgiens des cours d'entraînement dans l'État de Géorgie. En juin de la même année, les États-Unis dépensent 20 millions de dollars sur ce programme.